# Atentados de Sri Lanka de 2019
Los atentados de Pascua de Sri Lanka fueron una serie de ataques con explosivos en tres templos cristianos y cinco hoteles de lujo en varias ciudades de ese país asiático el 21 de abril de 2019 durante el domingo de Pascua, los cuales dejaron 269 personas fallecidas y más de 500 heridas.
Las iglesias atacadas se ubicaban en Negombo, Batticaloa y Colombo, mientras que entre los hoteles más afectados se encontraron el Shangri-La, el Cinnamon Grand y el Kingsbury los tres en esta última ciudad.
Un oficial de policía alertó a sus superiores 10 días antes sobre la amenaza de atentados a iglesias por parte del grupo islamista radical Jama'at Nasr al-Islam wal Muslimin, sin embargo, este no se adjudicó la autoría de los ataques, ni ninguna organización terrorista, hasta que el 23 de abril se lo atribuyó el Estado Islámico inicialmente sin aportar pruebas hasta que publicó un vídeo mostrando al grupo de terroristas suicidas jurando lealtad.
El gobierno de Sri Lanka calificó los atentados como «represalia» por los ataques a mezquitas en Nueva Zelanda ocurridos en marzo pasado del mismo año perpetrado por un simpatizante de extrema derecha, y admitió más tarde haber recibido poco antes alertas de agencias de inteligencia indias e internacionales sobre el peligro de atentados en su país contra cristianos y turistas.

## Antecedentes
En Sri Lanka el 70 % de la población es budista y el 15 % hindú. Alrededor del 7,4 % de la población esrilanquesa es cristiana, de la cual el 82 % es católica. Este 82 % atribuye su cristiandad a la herencia portuguesa. Los restantes se dividen entre cristianos anglicanos y protestantes.
Fue la primera vez, desde 2009, cuando se dio fin a la larga guerra civil esrilanquesa, que el país experimentó un ataque terrorista a gran escala, y fue el más mortífero de la historia del país.

## Ataques
Los cristianos celebraban el domingo de Pascua cuando las explosiones tuvieron lugar. En un primer momento, se supo que al menos dos de los ataques habrían sido perpetrados por terroristas suicidas.

### Colombo
Los medios informativos de Sri Lanka informaron al principio de al menos 40 personas muertas en Colombo.
El Santuario de San Antonio en Kotahena, una iglesia católica de Colombo, la ciudad más grande de Sri Lanka, fue la primera en ser atacada.
También se registraron explosiones en tres hoteles de 5 estrellas en Colombo: el Shangri-La, el Cinnamon Grand y el Kingsbury.

### Negombo
La iglesia católica de San Sebastián en Negombo, justo al norte de Sri Jayawardenapura Kotte estuvo entre las primeras en ser atacadas. Los medios informativos reportaron al menos 93 personas muertas.

### Batticaloa
La Iglesia de Sion en Batticaloa, una congregación protestante (evangélica), sufrió una fuerte explosión. Los medios informaron de al menos 27 muertos. Nueve de las personas asesinadas allí eran turistas Un oficial de hospital en Batticaloa dijo que más de 300 personas habían sido admitidas por heridas después de la explosión.

### Dehiwala
Una sala de recepción del Hotel The Tropical Inn también fue atacada y dos heridos fueron reportados.

### Dematagoda
Un terrorista suicida mató a tres oficiales de policía al inmolarse en un complejo residencial en la carretera de Mahavila Udyana.

## Víctimas
| Nacionalidad                | Núm. |
| --------------------------- | ---- |
| Sri Lanka                   | 207  |
| India                       | 12   |
| China                       | 6    |
| Reino Unido                 | 6    |
| Dinamarca                   | 3    |
| Países Bajos                | 3    |
| Estados Unidos              | 2    |
| Arabia Saudita              | 2    |
| Australia                   | 2    |
| Reino Unido/ Estados Unidos | 2    |
| España                      | 2    |
| Turquía                     | 2    |
| Bangladés                   | 1    |
| Francia                     | 1    |
| Japón                       | 1    |
| Portugal                    | 1    |
| Suiza                       | 1    |
| Total                       | 253  |

Los medios informativos esrilanqueses informaron al principio de al menos 262 personas muertas y más de 450 heridas, algunos de forma crítica. La mayoría de las víctimas eran residentes de Sri Lanka, pero al menos 36 extranjeros figuran entre los fallecidos, incluyendo estadounidenses, británicos, chinos, daneses, holandeses y portugueses.
El Ministerio de Relaciones Exteriores de Sri Lanka confirmó que ciudadanos de India, Portugal, Turquía y el Reino Unido murieron durante los atentados.
El director del Hospital Nacional de Sri Lanka en Colombo, Anil Jasinghe, dijo que 11 nacionales de Polonia, Dinamarca, China, Japón, Pakistán, los Estados Unidos, India, Marruecos y Bangladés figuran entre los fallecidos allí.
Shantha Mayadunne, una popular chef de la televisión esrilanquesa con treinta años de carrera culinaria, también murió en el ataque. Desayunaba en el hotel Shangri-la con su hija, que también falleció, al momento de la explosión.
Hubo dos víctimas españolas, una joven pareja gallega: Alberto Chaves Gómez, de 31 años, nacido en Rianjo y residente en Puentecesures, trabajaba en la India en la filial de la empresa viguesa de productos pesqueros congelados Profand. Su novia, de Puentecesures y trabajando en Padrón en una fábrica textil, María González Vicente, de 32, había aprovechado para ir a pasar las vacaciones de Semana Santa con él. La explosión les alcanzó mientras desayunaban en el comedor del hotel antes de tomar el avión de regreso.
Ocho ciudadanos británicos perecieron: la esposa, Anita, y los dos hijos, Alex y Annabel, de 14 y 11 años, del abogado Ben Nicholson, que vivía en Singapur; el londinense Matthew Linsey, perdió a sus hijos Daniel y Amelie, de 19 y 15 años, la familia logró escapar de la bomba en el comedor del hotel, pero huyendo la segunda alcanzó a los jóvenes; el matrimonio formado por Sally y Bill Harrop, de Mánchester pero residentes en Perth, Australia murieron en el hotel Cinnamon y el octavo era un presunto pariente de una parlamentaria británica de origen bangladesí. De las cuatro víctimas estadounidenses, una fue un niño de 11 años de Washington D. C. El multimillonario danés propietario de la empresa de ropa ASOS, Anders Holch Povsen, vio cómo tres de sus cuatro hijos murieron mientras celebraban un desayuno de Pascua en el hotel Shangri-la. También en uno de los hoteles fallecieron las dos víctimas turcas, Serhan Selkuk Narici y Yigit Ali Cavus, dos ingenieros eléctricos que participaban en un proyecto en Sri Lanka. La víctima japonesa, Kaori Takahashi, de 39 años y madre de dos hijos, murió en el Shangri-la mientras desayunaba con su marido, gravemente herido, que trabajaba como cocinero en el hotel. Siete de las al menos once víctimas indias eran miembros del partido Janata Dal, de vacaciones tras el fin de las elecciones en Karnataka, así como un profesor universitario y dos turistas. La holandesa Monique Allen de vacaciones con su marido e hijos, falleció y uno de sus tres hijos resultó herido grave. La víctima portuguesa, Rui Lucas, estaba de luna de miel con su esposa Silvia, que resultó ilesa. La australiana de origen esrilanqués Manik Suriaaratchi murió junto con su hija Alexandria de 10 años mientras asistían a misa en la iglesia de San Antonio en Colombo. La víctima bangladesí fue un niño de 8 años nieto del líder del partido de la Liga Awami, fallecido mientras desayunaba con su padre que quedó gravemente herido, en el Shangri-la. Las víctimas saudíes eran dos trabajadores de la aerolínea Arabian Airlines, que se alojaban en uno de los hoteles atacados.

## Perpetradores
No hubo inicialmente reclamación de autoría por los ataques, sin embargo, la policía local arrestó a ocho personas que residían en el suburbio de Dematagoda en conexión con los ataques. El diario británico The Guardian informó que el ministro de Defensa declaró que los culpables eran extremistas musulmanes.
Según el New York Times las autoridades pidieron que los medios de comunicación no publicaran los nombres de los atacantes.
El terrorista suicida en el Hotel Cinnamon Grand era un huésped registrado bajo el nombre de "Mohamed Azzam Mohamed". La investigación de sus detalles de contacto registrados determinó que la dirección dada era falsa.
El 23 de abril, el Primer Ministro de Sri Lanka, Ranil Wickremesinghe, señaló la existencia de indicios que indicaron que los ataques con bomba en el país fueron una represalia por los Atentados de Christchurch, ocurridos el 15 de marzo. Posteriormente en el mismo día, el Estado Islámico se adjudicó la autoría de los atentados a través de un comunicado, sin aportar pruebas concretas al respecto de su responsabilidad, hasta que publicaron un vídeo mostrando un grupo de siete terroristas suicidas y el clérigo radical, también entre los suicidas, el único con el rostro al descubierto, que los adoctrinó, jurando lealtad.
El 24 de abril, cuando los muertos ascendían ya a 359, el gobierno hizo pública información sobre los atacantes, indicando que se trataba de al menos nueve terroristas suicidas que se inmolaron, todos autóctonos de familias acomodadas, universitarios, uno había estudiado en el extranjero, y entre ellos se incluía una mujer. Las autoridades revelaron que era la esposa y cuñada de dos de los también suicidas, ambos hijos de Mohamed Yusuf Ibrahim, uno de los mayores importadores de especias del mundo. Todo el grupo eran disidentes de un par de grupos integristas islámicos del país, radicalizados por la prédica de un clérigo radical local, Zahran Hashim, fundador del grupo integrista NTJ y que aparece en el vídeo a cara descubierta. Hacía años que miembros de la minoría musulmana del país venían advirtiendo sobre él y sus sermones llamando a la islamización radical del territorio.
El multimillonario Mohamed Yusuf Ibrahim fue detenido ante indicios de que los potentes explosivos habían sido preparados en su fábrica de especias.

## Reacción internacional
Durante el partido entre el Real Madrid y el Athletic Club se rindió un minuto de silencio en honor a las víctimas. El homenaje ya estaba programado para darse en memoria del futbolista español Agustín Herrerín, pero el Real Madrid anunció en el estadio y vía Twitter que también lo sería para las víctimas de los atentados.
La canciller de Alemania, Angela Merkel, escribió: «Es sorprendente que las personas que se habían reunido para celebrar la Pascua fueran el blanco deliberado de los ataques viciosos».
El presidente de Turquía, Recep Tayyip Erdoğan, describió los ataques como «un asalto a toda la humanidad. En nombre del pueblo turco, ofrezco mis condolencias a las familias de las víctimas y la gente de #SriLanka, y deseo una pronta recuperación para los heridos».
El presidente de Francia, Emmanuel Macron se unió para condenar los atentados y al mismo tiempo ofrecer solidaridad con el pueblo de Sri Lanka.
Donald Tusk, presidente del Consejo Europeo dijo: «Una Pascua trágica en Sri Lanka», tuiteó. «Mis pensamientos están con las familias de los que murieron en los ataques a iglesias y hoteles, y los que aún luchan por sus vidas».
El presidente de la Comisión Europea, Jean-Claude Juncker, escribió: «Fue con horror y tristeza que me enteré de los atentados en #SriLanka que costaron la vida a tanta gente. Ofrezco mis más sentidas condolencias a las familias de las víctimas que se reunieron para Adore en paz o venga a visitar este hermoso país. Estamos listos para apoyar».
El primer ministro de Finlandia, Juha Sipilä, dijo que estaba «entristecido por los horribles ataques en Sri Lanka el domingo de Pascua. Seguimos de cerca la situación. Mis pensamientos están con los heridos y las familias y amigos de las víctimas. Condenamos enérgicamente estos actos cobardes».
El papa Francisco calificó como violencia «injustificable» e «inhumana» los sangrientos atentados de Sri Lanka y rezó por las casi 300 víctimas mortales.
El gobierno de Chile condenó «en los términos más enérgicos la criminal serie de atentados explosivos registrados la mañana del domingo de Pascua en Sri Lanka» mediante un comunicado emitido por la cancillería de ese país.
Isabel De Saint Malo, vicepresidenta y canciller de la República de Panamá, condenó los ataques que se dieron el domingo de resurrección  en Sri Lanka, los cuales causaron la muerte de al menos 207 personas y 450 están heridos.